# Alassio
Alassio – miejscowość i gmina we Włoszech, w regionie Liguria, w prowincji Savona. Funkcjonuje jako kurort w okresie zimowym oraz kąpielisko w lecie.
W 2005 roku gminę zamieszkiwało 11 268 osób, 663 os./km².
W miejscowości jest stacja kolejowa Alassio.

## Bibliografia

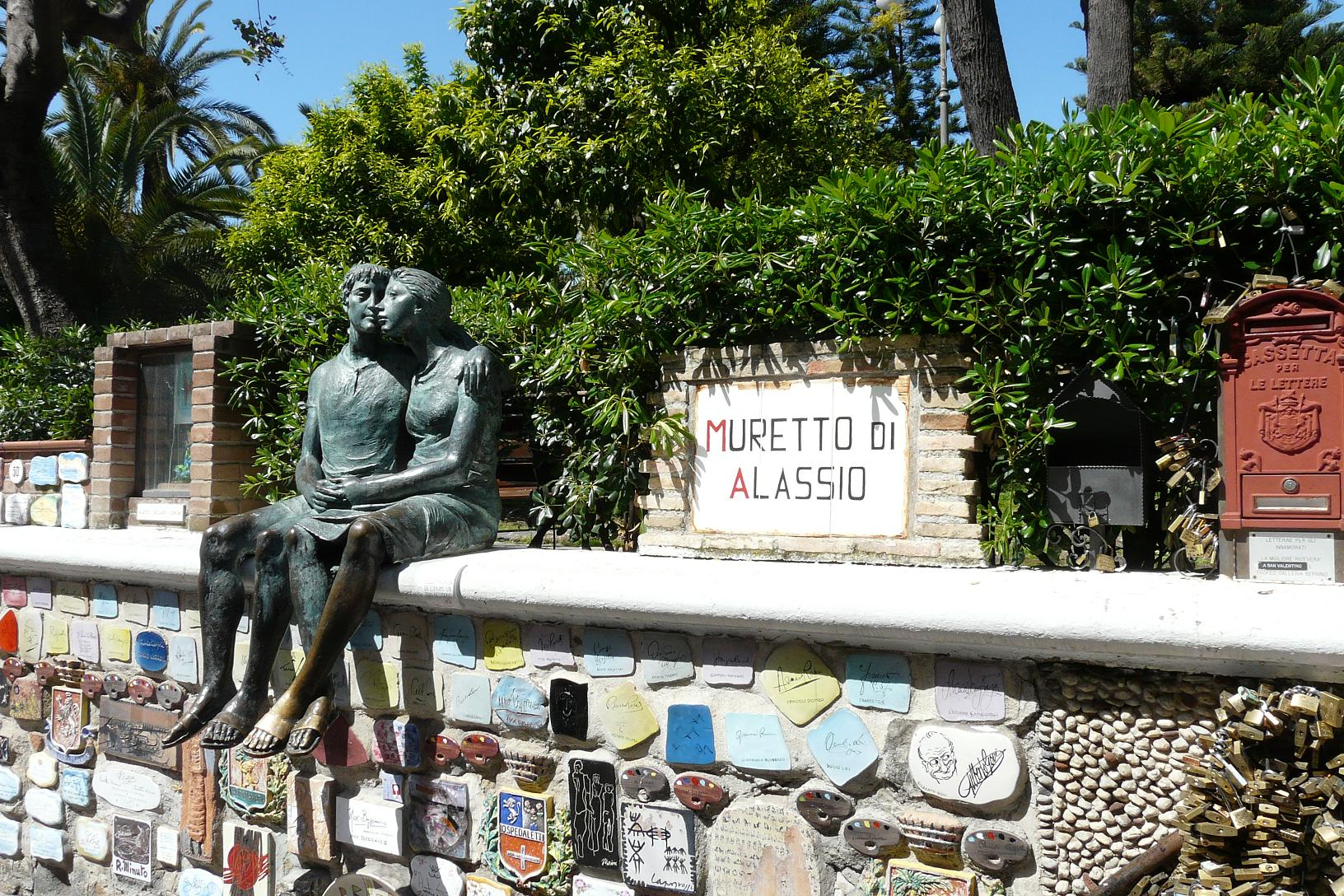
Słynny mur z autografami znanych osób